# European Society of Criminology
Die European Society of Criminology (esc) ist eine, im Jahr 2000 gegründete, europäische Fachgesellschaft für Kriminologie. Ziel der Gesellschaft ist es, Menschen, die sich aktiv in kriminologischer Forschung, Lehre oder Praxis engagieren, zusammenzubringen. Seit 2001 veranstaltet die esc Jahreskonferenzen an wechselnden Orten. Seit 2007 vergibt die Gesellschaft jährlich einen Europäischen Kriminologiepreis sowie einen Preis für Nachwuchskriminologen. Seit 2001 gibt die esc das European Journal of Criminology heraus. Amtierender Präsident der Gesellschaft ist Josep M. Tamarit-Sumalla (Universitat Oberta de Catalunya, Spanien) (2020/21), Gründungspräsident war 2000/01 Martin Killias (Universität Zürich).

## Liste der esc-Präsidentschaften
Folgende Personen amtierten als esc-Präsidenten:
- 2023–2024 Josep M. Tamarit-Sumalla
- 2022–2023 Klaus Boers
- 2021–2022 Catrien Bijleveld
- 2020–2021 Aleksandras Dobryninas
- 2019–2020 Lesley McAra
- 2018–2019 Tom Vander Beken
- 2017–2018 Gorazd Meško
- 2016–2017 Rossella Selmini
- 2015–2016 Frieder Dünkel
- 2014–2015 Gerben Bruinsma
- 2013–2014 Michael Tonry
- 2012–2013 Vesna Nikolić-Ristanović
- 2011–2012 Henrik Tham
- 2010–2011 Miklós Lévay
- 2009–2010 Sophie Body-Gendrot
- 2008–2009 Elena Larrauri
- 2007–2008 Krzysztof Krajewski
- 2006–2007 Kauko Aromaa
- 2005–2006 Hans-Jürgen Kerner
- 2004–2005 Sonja Snacken
- 2003–2004 Ernesto Savona
- 2002–2003 Paul Wiles
- 2001–2002 Josine Junger-Tas
- 2000–2001 Martin Killias